# Шапур II
Шапур II Великий — цар царів (шахиншах) Ірану, правив у 309—379 роках. З династії Сасанідів, син Ормізда II. У Вавилонському Талмуді його матір'ю названа юдейка Кушанку по імені Іфра Ормізд (Орімед).

## Життєпис
Народився вже після смерті свого батька. Вступ його на престол проходив в складних обставинах. У 309 році були живі ще як мінімум двоє його старших братів: теж Шапур, згодом цар «Сакастану, Турестану і Індії до узбережжя моря», і Хормізд, але шахом став саме Шапур II.
Джерела повідомляють, що коли Шапур II досяг віку шістнадцяти років (325), він почав кампанію з метою приборкати арабські племена і забезпечити безпеку на кордонах імперії. Шапур II вперше атакував Аяду, яа знаходилась в Межиріччі. Потім він перетнув Перську затоку і дійшов до прибережних регіонів Бахрейну та Катару. Він напав на Хаджар, населені племенами Taghlib, Bakr bin Wael і Abd al-Qays. Убивши велику частину населення, він також, наказав зруйнувати колодязі, змушуючи арабів потерпати через спрагу. Жорстокість войовничого Шапура II була однією з яскравих сторін його характеру. Араби прозвали його «Зу Аль-актаф» (Sābūr Dhū al-Aktāf), «власник лопаток», «той, хто пробиває плечі», «заплічників» (від «актаф», плечі) — в пам'ять про те, що він наказував пробивати полоненим лопатки і, протягнувши крізь отвори мотузку, підвішувати людей на деревах. В результаті цих завоювань арабські племена були витіснені в глибину Аравійського півострова і район Перської затоки залишився в руках Сасанідів.
Наприкінці червня 363 року вщент розгромив римську армію під командуванням імператора Юліана (361—363). На думку дослідників, у боях 25—26 червня 363 р. біля Маранги та Туммару (на ріці Тигр) римляни втратили до 40 000 вояків; при цьому загинув і сам Юліан.
Після смерті Шапура II у 379 році трон спадкував Ардашир II.